# Armani Jackson
Pour les articles homonymes, voir Jackson.
Armani Jackson, né le 25 octobre 2003 à Madison (Wisconsin), est un acteur américain.

## Carrière
En 2022, il est à l'affiche de la comédie adolescente Honor Society, aux côtés d'Angourie Rice, Gaten Matarazzo et Christopher Mintz-Plasse.
En 2023, il tient l'un des rôles principaux de la série télévisée fantastique pour adolescents, Wolf Pack.

## Filmographie

### Cinéma
- 2012 : A Green Story : un jeune garçon
- 2014 : Cooties : Calvin
- 2015 : Le dernier chasseur de sorcières : Armani
- 2016 : Little Boxes : Clark Burns
- 2016 : Rendez-moi Noël : Taz
- 2018 : Ready Player One : un lycéen
- 2022 : Palm Trees and Power Lines : Patrick
- 2022 : The Prank : Greg
- 2022 : Honor Society : Travis

### Télévision
- 2011 : Man Up : un jeune garçon
- 2013 : Real Husbands of Hollywood : Nicholas (3 épisodes)
- 2014 : Grey's Anatomy : Braden Morris (6 épisodes)
- 2021 : Chad : Joey (4 épisodes)
- 2023 : Wolf Pack : Everett